# Winter's Bone
Winter's Bone är en amerikansk film från 2010, regisserad av Debra Granik. Filmen är baserad på Daniel Woodrells bok med samma titel (svensk översättning En helvetes vinter). 

## Handling
Filmen handlar om familjeband, skvallrets makt, patriarkat, självtillräcklighet, illegala metamfetaminlabb och fattigdomen på landsbygden i Ozarkbergen i USA.
Sjuttonåriga Ree Dollys far har försvunnit, efter att han tagit ett huslån för att kunna betala borgen. Hon riskerar sitt liv genom att leta efter honom eftersom hon och familjen riskerar att bli hemlösa om hon misslyckas. Hon möts av släktens lögner, undanflykter och hot då hon försöker hitta sanningen om fadern och hans försvinnande.

## Om filmen
Winter's Bone spelades in i februari–mars 2009 i södra Missouri.
Winter's Bone har tilldelats många utmärkelser, bland annat vid Sundance Film Festival och Stockholms filmfestival. Filmen har oscarnominerats i kategorierna Bästa film, Bästa manus efter förlaga, Bästa kvinnliga huvudroll och Bästa manliga biroll.

## Rollista
- Jennifer Lawrence som Ree Dolly
- John Hawkes som Teardrop
- Lauren Sweetser som Gail
- Garret Dillahunt som Sheriff Baskin
- Dale Dickey som Merab
- Shelley Waggener som Sonya
- Kevin Breznahan som Little Arthur
- Ashlee Thompson som Ashlee
- Tate Taylor som Satterfield
- Sheryl Lee som April
- Cody Shiloh Brown som Floyd
- Isaiah Stone som Sonny
- Ronnie Hall som Thump Milton
- Casey MacLaren som Megan